# NGC 6620
NGC 6620 é uma nebulosa planetária na direção da constelação de Sagitário. Foi descoberto pelo astrônomo americano Edward Charles Pickering em 1880. Devido a sua moderada magnitude aparente (+12,7), pode ser visto somente com telescópios amadores médios ou equipamentos maiores.